# Marcel Luppes
Marcel Luppes (Hoogeveen, 11 september 1971) is een Nederlands voormalig wielrenner. 

## Belangrijkste overwinningen
1999
- Beverbeek Classic

2000
- Eindklassement Ronde van Midden-Brabant

2001
- 3e etappe OZ Wielerweekend

2003
- Omloop Houtse Linies